# Shanghai (2010)
Shanghai is een Amerikaans-Chinese spionagefilm uit 2010, geregisseerd door Mikael Håfström. De hoofdrollen worden vertolkt door John Cusack, Gong Li, Chow Yun-fat, Jeffrey Dean Morgan en Ken Watanabe.

## Verhaal
Een Amerikaanse spion arriveert maanden voor de aanval op Pearl Harbor in het door Japan bezette Shanghai. Daar onderzoekt hij de moord op zijn goede vriend en besluit hij de moordenaar te vinden. Hij ontmoet de leider van de plaatselijke triade en de kapitein van de Japanse contraspionagedienst. Hij ontmoet verschillende spionnen en gebruikt informanten. Het enige dat hij niet weet, is dat de spion uit jaloezie is vermoord en dat heeft niets met spionage te maken. 

## Rolverdeling
| Acteur              | Personage        |
| ------------------- | ---------------- |
| John Cusack         | Paul Soames      |
| Gong Li             | Anna Lan-Ting    |
| Chow Yun-fat        | Anthony Lan-Ting |
| Jeffrey Dean Morgan | Conner           |
| Ken Watanabe        | kapitein Tanaka  |
| Rinko Kikuchi       | Sumiko           |
| David Morse         | Richard Astor    |
| Franka Potente      | Leni Müller      |
| Hugh Bonneville     | Ben Sanger       |
| Gemma Chan          | Shin Shin        |
| Ronan Vibert        | Mikey            |
| Benedict Wong       | Juso Kita        |

## Release
De film ging in première op 10 juni 2010 op het Internationaal filmfestival van Shanghai.

## Ontvangst
Shanghai kreeg over het algemeen negatieve recensies. Op Rotten Tomatoes kreeg de film een score van 4% en een gemiddelde score van 4,30/10, gebaseerd op 24 beoordelingen. Op Metacritic heeft de film een score van 36/100, gebaseerd op 14 critici.